# Nigers præsidenter
Niger blev uafhængig i 1960. Nigers præsidenter har været:
- Hamani Diori (1960-74)
- Seyni Kountché (1974-87)
- Ali Saïbou (1987-93)
- Mahamane Ousmane (1993-97)
- Ibrahim Barré Maïnassara (1997-99)
- Daouda Malam Wanké (1999)
- Tandja Mamadou (1999–2010)
- Salou Djibo (2010-2011) (Formand for Conseil suprême pour la Restauration de la Démocratie)
- Mahamadou Issoufou (2011-2021)
- Mohamed Bazoum (2021-2023)
- Omar Tchiani (2023-) (Formand for Landsrådet for Hjemlandets Beskyttelse)